# Webster Lewis
Webster Lewis (Baltimore, 1 september 1943 - Barryville (New York), 20 november 2002) was een Amerikaanse jazz- discotoetsenist.

## Biografie
Lewis verwierf een bachelorgraad aan de Morgan State University en daarna een master aan het New England Conservatory of Music onder Gunther Schuller. Hij begon te werken met Tony Williams, George Russell, Bill Evans, Stanton Davis en het Piano Choir. Het eerste album Live at Club 7 werd uitgebracht in 1971. Hij tekende in 1976 bij Epic Records en begon discomuziek uit te brengen met commercieel succes. De twee singles On the Town/Saturday Night Steppin' Out/Do it With Style (1977, #36) en Give Me Some Emotion (1980, #107 US, #41 Black Singles) plaatsten zich in de hitlijst.
Lewis werkte intensief als sessiemuzikant en studioarrangeur voor Herbie Hancock, Barry White en anderen. Hij produceerde ook voor artiesten als Gwen McCrae en Michael Wycoff. Later splitste hij zich af naar soundtrackwerk voor film- en televisie, zoals voor de films The Hearse (1980), Body and Soul (1981) en My Tutor (1983).
In 1963 was Lewis mede-oprichter van Iota Phi Theta Fraternity Inc., dat onderdeel is van de National Pan-Hellenic Council.

## Overlijden
Lewis overleed in 2002 op 59-jarige leeftijd in Barryville aan de gevolgen van diabetes.

## Discografie
- 1971: Live at Club 7 (Sonet Records)
- 1977: On the Town (Epic Records)
- 1978: Touch My Love (Epic Records)
- 1980: Eight for the Eighties (Epic Records)
- 1981: Let Me Be the One (Epic Records)

Met The Piano Choir
- 1973: Handscapes (Strata-East)
- 1975: Handscapes 2 (Strata-East)

- Biblioteca Nacional de España: XX1665629
- Bibliothèque nationale de France: cb14199075t (data)
- International Standard Name Identifier: 0000 0000 8452 1831
- Library of Congress Control Number: no92015374
- MusicBrainz: 9ab59df9-2161-4d99-8164-749f1936ed86
- SNAC: w6k14rkp
- Virtual International Authority File: 48794105
- WorldCat: E39PBJxCCWDqPGJ7PwV3yt8Hmd